# پاییز آغاز شده‌است
پاییز آغاز شده‌است فیلمی ژاپنی به کارگردانی میکیو ناروسه است. این فیلم محصول سال ۱۹۶۰ میلادی است.